# Max Christie
Cormac Karl „Max” Christie Jr (ur. 10 lutego 2003 w Arlington Heights) – amerykański koszykarz, występujący na pozycji rzucającego obrońcy, obecnie zawodnik Dallas Mavericks.
W 2021 został wybrany najlepszych zawodnikiem szkół średnich stanu Illinois (Illinois Gatorade Player of the Year). Powołano go także do udziału w meczach gwiazd McDonald’s All-American, Nike Hoop Summit.
Pochodzi ze sportowej rodziny. Jego matka grała w koszykówkę na uczelni, w drużynie Northwestern Wildcats. Ojciec Max Sr grał natomiast w drużynach Parkland College i Wisconsin–Superior, zanim nie został pilotem. 

## Osiągnięcia
Stan na 23 stycznia 2022, na podstawie, o ile nie zaznaczono inaczej.

### NCAA
- Uczestnik turnieju NCAA (2022)
- Zaliczony do I składu najlepszych pierwszorocznych zawodników Big Ten (2022)
- Najlepszy pierwszoroczny zawodnik kolejki Big Ten (6.12.2021, 13.12.2021, 27.12.2021, 10.01.2022, 17.01.2022)

### Reprezentacja
- Mistrzo Ameryki U–16 (2019)